# منتخب هندوراس لكرة القدم
منتخب هندوراس لكرة القدم (بالإسبانية: Selección de fútbol de Honduras)‏ يمثل هندوراس في البطولات العالمية والقارية في الكونكاكاف. شارك المنتخب في مونديال أسبانيا 1982 للمرة الأولى مونديال جنوب أفريقيا 2010 للمرة الثانية ومونديال البرازيل 2014 للمرة الثالثة.

## وصلات خارجية
- قائمة بيانات المنتخب من الموقع الرسمي للفيفا باللغة العربية